# ستیولی
ستیولی (به انگلیسی: Stavely) یک منطقهٔ مسکونی در کانادا است که در آلبرتا واقع شده‌است. ستیولی ۵۴۱ نفر جمعیت دارد و ۱٬۰۴۴ متر بالاتر از سطح دریا واقع شده‌است.